# Mount Auburn (Iowa)
Mount Auburn è un comune degli Stati Uniti d'America, situato nello Stato dell'Iowa, nella contea di Benton.